# Sjestoje ijulja
Sjestoje ijulja (russisk: Шестое июля) er en sovjetisk spillefilm fra 1968 af Julij Karasik.

## Medvirkende
- Alla Demidova som Marija Spiridonova
- Ivan Solovjov som Andrej Kolegajev
- Armen Dzhigarkhanyan som Prosj Prosjan
- Juri Kajurov som Vladimir Lenin
- Nina Veselovskaya som Inessa Armand
- Vasili Lanovoi som Feliks Dsjersjinskij
- Vjatjeslav Sjalevitj som Jakov Blumkin
- Andrej Krjukov som Boris Kamkov